# ヒロセ電機
ヒロセ電機株式会社（ヒロセでんき かぶしきがいしゃ）は、神奈川県横浜市都筑区に本社を置くコネクタを製造、販売している企業である。またコネクタ業界国内大手でもある。ブランド名称はHRS。

## 概要
コネクタ専業メーカーであり各種電子機器用コネクタ、高周波コネクタ、光コネクタ、マイクロコネクタ、高周波・光デバイス等の開発・製造・販売、自動組立機・治工具、先端(超精密)金型の開発を行っている。また日本以外にもアメリカやヨーロッパ、アジアにも拠点をおいており、海外売上高比率は70%超え海外との取引も大きなウェイトを占めている。

## 沿革
- 1937年8月 廣瀬 銈三（ひろせ けいぞう）が広瀬商会を東京市赤坂区榎坂町に創業
- 1948年6月 株式会社広瀬商会製作所に改組
- 1963年8月 現在の社名に変更
- 1972年12月 東京証券取引所2部上場
- 1984年11月 東京証券取引所1部指定替え
- 2019年1月 健康機器・医療機器の製造販売事業を伊藤超短波へ譲渡
- 2020年7月 本社を神奈川県横浜市都筑区に移転

## 拠点
- 本社＝神奈川県横浜市：管理、営業、技術、生産技術の各部門を集結
- 営業所＝大阪府大阪市、愛知県名古屋市、ほか
- 工場＝福島県郡山市、岩手県一関市、岩手県宮古市
- 海外＝アメリカ、オランダ、ドイツ、イギリス、台湾、マレーシア、中国（上海、北京、香港）、シンガポール、インドネシアほか

## 子会社／関連会社
- 東北ヒロセ電機
- 郡山ヒロセ電機
- 一関ヒロセ電機
- HIROSE　ELECTRIC U.S.A.，INC.（米）
- HIROSE ELECTRIC GmbH（独）
- HIROSE ELECTRIC UK LTD.（英）
- HIROSE ELECTRIC MALAYSIA SDN.BHD.（マレーシア）
- PT. HIROSE ELECTRIC INDONESIA（インドネシア）
- 台廣電子有限公司（台湾）
- 廣瀬香港有限公司
- 廣瀬電機（東莞）有限公司
- HIROSE KOREA
- 広瀬（中国）企業管理有限公司

## 代理店
ヒロセ電機の代理店で、上場企業には、加賀電子、明治電機工業、ミタチ産業等がある。